# Mindy Gledhill
Mindy Gledhill (née le 7 mars 1981, à Eureka, États-Unis) est une autrice-compositrice-interprète. 

## Biographie
Elle a grandi dans une famille nombreuse de tradition mormone, où elle avait du mal avec l'inégalité des genres et le patriarcat de celle-ci. Elle a étudié à l'université Brigham Young, et est toujours membre de l'Église de Jésus-Christ des saints des derniers jours.
En 2012, Valley Business Q Magazine de l'Utah la met dans la liste des 40 under 40, c'est-à-dire les plus jeunes entrepreneurs de l'état.

## Influences musicales
Sur sa page Facebook, elle indique avoir été influencée par The Cardigans, The Sundays, Leigh Nash et Lenka.

## Collaborations
En 2010, elle était en featuring avec Kaskade pour Say It's Over, Call Out et All That You Give, de son album Dynasty. Elle a aussi chanté Eyes avec lui, en 2011, pour son album Fire & Ice.
De 2015 à 2016, elle a monté un groupe de musique avec son beau-frère, Dustin Glendhill, aussi mormon, les Hive Riot, qui est aujourd'hui en pause.

## Télévision et films
La musique de Gledhill a été utilisée dans des séries télévisées telles que We Got Married, The Good Wife, Bones et Jane by Design ; Beau Jest (2008, chansons - Life is Crazy, Falling and Flying), Christmas Angel (2009, chanson - Falling and Flying), Scents and Sensibilities (2011, chanson - Falling and Flying) ; et des documentaires tel que The Power of Two (2011) et Meet the Mormons (2014).

## Vie privée et engagements
Elle est mariée, mère de trois enfants, et vit dans l'Utah.
Elle s'est engagée pour l'acceptation des minorités sexuelles et de genre, depuis que son beau-frère Dustin a dit être homosexuel, ce qui est très difficile dans la communauté mormone, au point qu'il souhaitait changer son orientation sexuelle ou se suicider.

## Albums
- The Sum of All Grace (2004)
- Feather in the Wind (2007)
- Anchor (2010)
- Winter Moon (2011)[5]
- Pocketful of Poetry (2013)
- Rabbit Hole (2019)